# Пека, Ян
Ян Пека (чеш. Jan Peka; 27 июля 1894 — 21 мая 1985) — чехословацкий хоккеист, вратарь. Трёхкратный чемпион Европы (1925, 1929 и 1933 годов). Член зала славы чешского хоккея.

## Биография
Ян Пека родился 27 июля 1894 года. Начинал играть в хоккей в 1912 году в Карлине, с 1914 года играл за команду «Спарта» (Прага). С 1927 года выступал за хоккейный клуб ЛТЦ Прага. Участник международных соревнований по хоккею. Бронзовый медалист чемпионата мира по хоккею 1920 года (в рамках летних Олимпийских игр 1920 года в Антверпене) и мирового чемпионата 1933 года, который проходил в Праге. Чемпион Европы 1925, 1929 и 1933 годов. Серебряный призёр чемпионатов Европы по хоккею с шайбой 1913, 1926 и 1936 годов, бронзовый призёр чемпионатов Европы 1931, 1934 и 1935 годов. Также является 4-кратным обладателем Кубка Шпенглера.
За сборную Чехословакии по хоккею провёл 76 матчей.
Умер 21 мая 1985 года в Праге, в возрасте 90 лет.
4 ноября 2008 года был принят в зал славы чешского хоккея.

## Интересные факты
Ян Пека также играл в футбол за резервную команду пражской «Спарты», был защитником. В годы первой мировой войны был призван в армию правительством Австро-Венгрии, воевал в Греции, домой вернулся в 1919 году.
Имел своеобразный стиль игры в воротах. Клюшкой практически не пользовался, часто далеко выкатывался из ворот, что позволяло ему сохранить свои ворота в неприкосновенности при выходах соперников один на один.